# Lijst van burgemeesters van Ravenstein
Dit is een lijst van burgemeesters van de voormalige Nederlandse gemeente Ravenstein tot die gemeente op 1 januari 2003 opging in de gemeente Oss.
| Ambtsperiode | Naam burgemeester                           | Partij of stroming | Bijzonderheden |
| ------------ | ------------------------------------------- | ------------------ | -------------- |
| 1814 - 1821  | J. de Veer                                  |                    |                |
| 1821 - 1824  | F.T.W. van Cooth                            |                    |                |
| 1824 - 1850  | Jan Barthold van Ermel                      |                    |                |
| 1851 - 1896  | Reinerius (R.A.A.) van Claarenbeek          |                    |                |
| 1896 - 1912  | Antoon (A.A.C.T.) van Claarenbeek           |                    |                |
| 1913 - 1923  | Jan (J.A.A.J.M.) ridder de van der Schueren |                    |                |
| 1923 - 1939  | F.G. Caners                                 |                    |                |
| 1939 - 1958  | mr. Jan (J.H.W.A.) Hoefnagel                |                    |                |
| 1958 - 1969  | mr. Harrie (H.P.J.) van Weegen              | KVP                |                |
| 1969 - 1982  | drs. J.J.M. Bonnier                         | CDA                |                |
| 1983 - 1994  | Koos (J.) Combée                            | VVD                |                |
| 1994         | Will (W.M.) de Laat                         | CDA                | waarnemend     |
| 1994 - 2000  | Annette (A.H.J.M.) van Delft                | PvdA               |                |
| 2000 - 2003  | Iz (I.J.P.) Keijzer                         | VVD                | waarnemend     |